# Leichtathletik-Europameisterschaften 1986/110 m Hürden der Männer

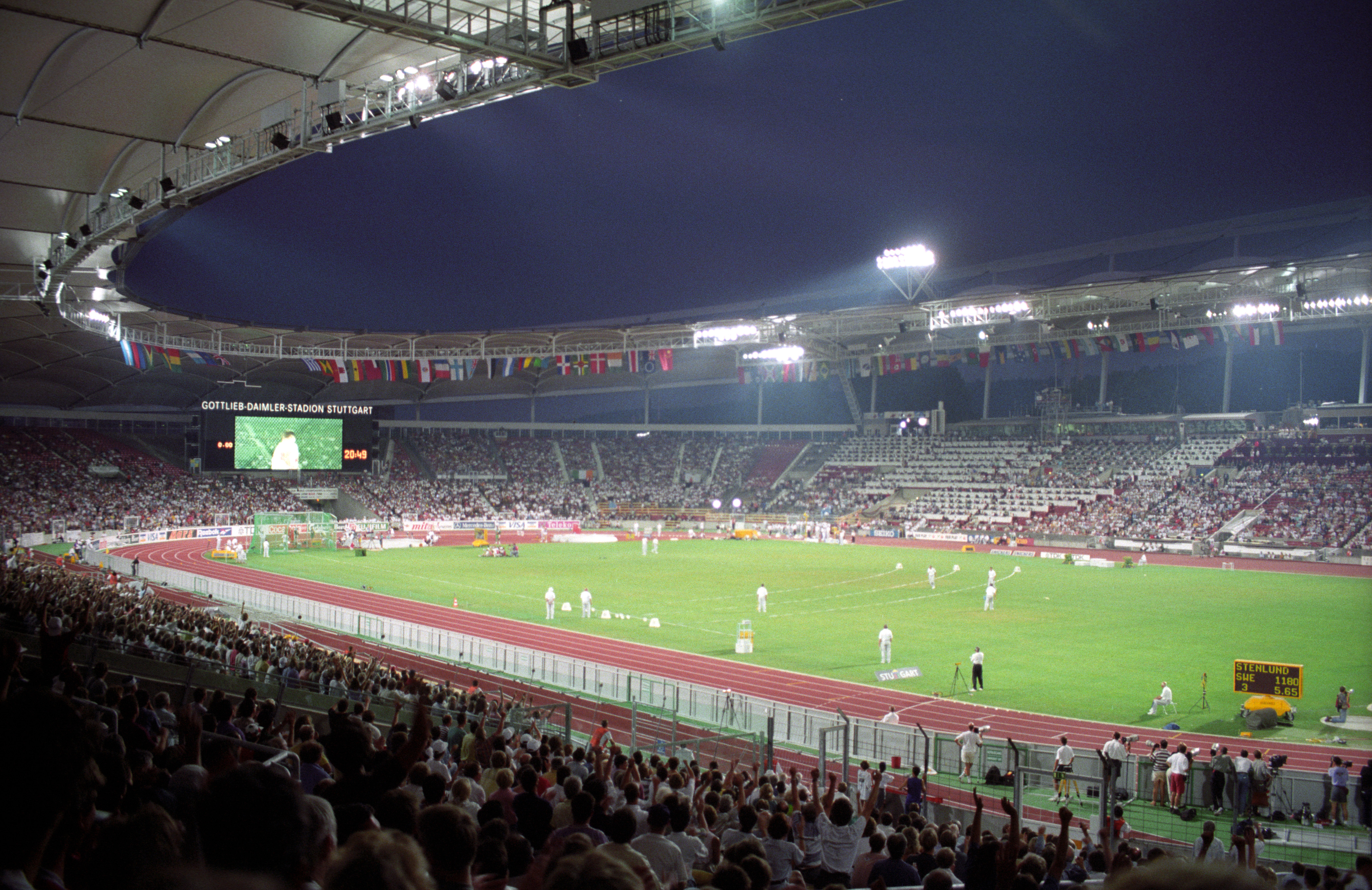
Das Stuttgarter Neckarstadion (heute MHPArena) bei den Leichtathletik-Weltmeisterschaften 1993

Der 110-Meter-Hürdenlauf der Männer bei den Leichtathletik-Europameisterschaften 1986 wurde vom 28. bis 30. August 1986 im Stuttgarter Neckarstadion ausgetragen.
Europameister wurde der Franzose Stéphane Caristan, der den Europarekord im Halbfinale egalisierte und im Finale verbesserte.
Er gewann vor dem finnischen EM-Dritten von 1982 und Olympiadritten von 1984 Arto Bryggare.
Bronze ging an den Spanier Carlos Sala.

## Rekorde

### Bestehende Rekorde
| Weltrekord           | 12,93 s | Renaldo Nehemiah | Zürich, Schweiz                      | 12. August 1981   |
| Europarekord         | 13,28 s | Guy Drut         | Saint-Étienne, Frankreich            | 29. Juni 1975     |
| Europarekord         | 13,28 s | Andrei Prokofjew | Moskau, Sowjetunion (heute Russland) | 6. Juli 1986      |
| Meisterschaftsrekord | 13,40 s | Guy Drut         | EM Rom, Italien                      | 8. September 1974 |

### Rekordverbesserungen
Der bestehende EM-Rekord wurde zweimal verbessert, gleichzeitig wurde der Europarekord zunächst egalisiert und anschließend gesteigert. Außerdem gab es einen neuen Landesrekord.
- Meisterschaftsrekorde:
  - 13,28 s – Stéphane Caristan (Frankreich), 1. Halbfinale am 29. August bei einem Rückenwind von 0,9 m/s
  - 13,20 s – Stéphane Caristan (Frankreich), Finale am 30. August bei einem Rückenwind von 2,0 m/s

Europameister  den bei diesen Europameisterschaft:
- Europarekorde:
  - 13,28 s (Egalisierung) – Stéphane Caristan (Frankreich), 1. Halbfinale am 29. August bei einem Rückenwind von 0,9 m/s
  - 13,20 s (Verbesserung) – Stéphane Caristan (Frankreich), Finale am 30. August bei einem Rückenwind von 2,0 m/s
- Landesrekord:
  - 14,02 s – Roland Marloye (Belgien), 1. Halbfinale am 29. August bei einem Rückenwind von 0,9 m/s

## Legende
Kurze Übersicht zur Bedeutung der Symbolik – so üblicherweise auch in sonstigen Veröffentlichungen verwendet:
| ER  | Europarekord                             |
| CR  | Championshiprekord                       |
| NR  | Nationaler Rekord                        |
| e   | egalisiert                               |
| DNF | Wettkampf nicht beendet (did not finish) |

## Vorrunde
28. August 1986
Die Vorrunde wurde in vier Läufen durchgeführt. Die ersten drei Athleten pro Lauf – hellblau unterlegt – sowie die darüber hinaus vier zeitschnellsten Läufer – hellgrün unterlegt – qualifizierten sich für das Halbfinale.

### Vorlauf 1
Wind: ±0,0 m/s
| Platz | Name             | Nation         | Zeit (s) |
| ----- | ---------------- | -------------- | -------- |
| 1     | Liviu Giurgean   | Rumänien       | 13,74    |
| 2     | Nigel Walker     | Großbritannien | 13,76    |
| 3     | Alexander Markin | Sowjetunion    | 13,78    |
| 4     | Carlos Sala      | Spanien        | 13,85    |
| 5     | Mikael Ylöstalo  | Finnland       | 14,00    |
| 6     | Ulf Söderman     | Schweden       | 14,05    |

### Vorlauf 2

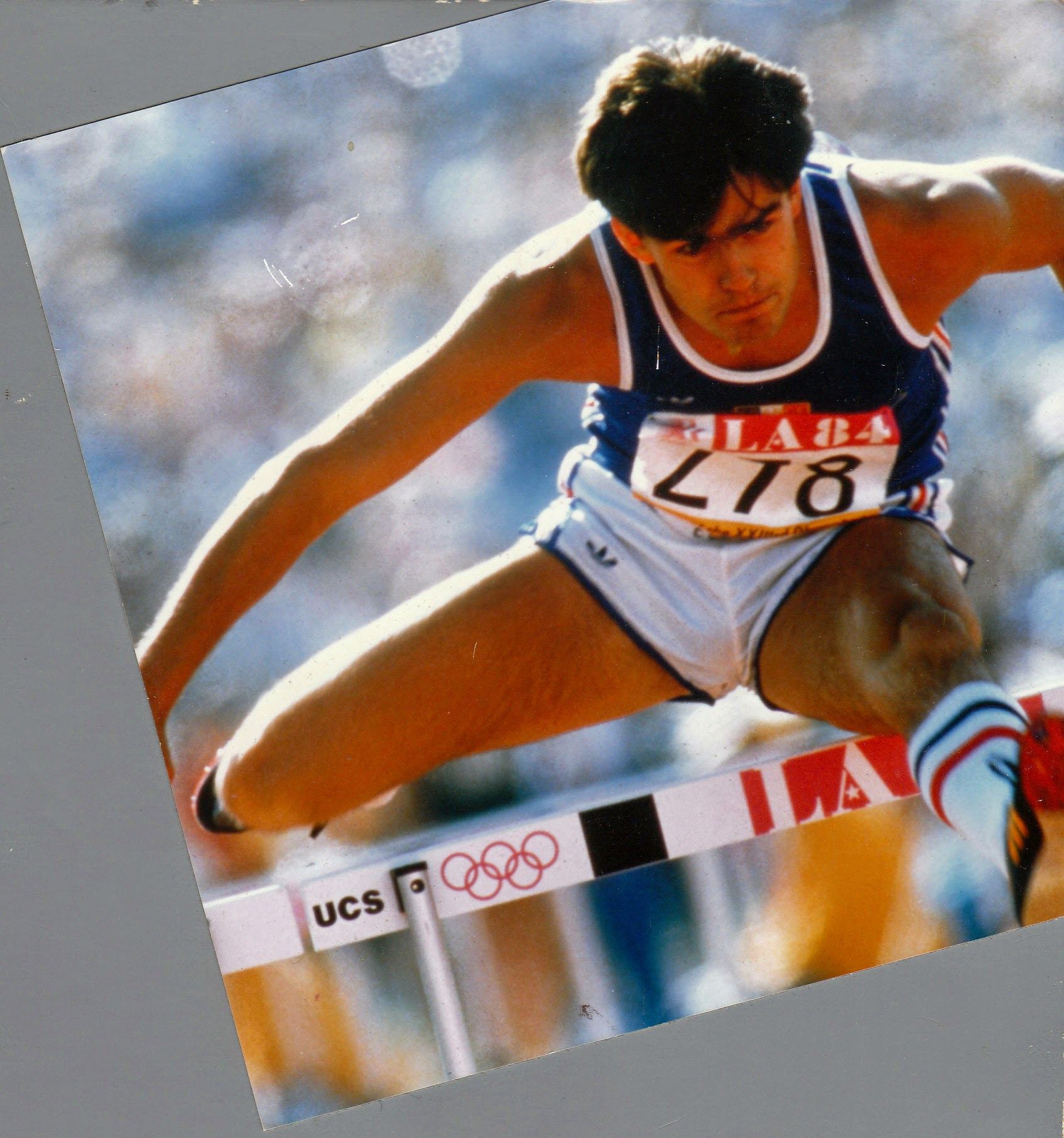
Franck Chevallier kam im zweiten Vorlauf nicht ins Ziel

Wind: −0,9 m/s
| Platz | Name              | Nation      | Zeit (s) |
| ----- | ----------------- | ----------- | -------- |
| 1     | Plamen Krastew    | Bulgarien   | 13,81    |
| 2     | Andreas Oschkenat | DDR         | 13,82    |
| 3     | Gianni Tozzi      | Italien     | 14,01    |
| 4     | Andrei Prokofjew  | Sowjetunion | 14,06    |
| 5     | Robert Ekpete     | Norwegen    | 14,34    |
| 6     | João Lima         | Portugal    | 14,47    |
| DNF   | Franck Chevallier | Frankreich  |          |

### Vorlauf 3
Wind: −1,0 m/s
| Platz | Name            | Nation      | Zeit (s) |
| ----- | --------------- | ----------- | -------- |
| 1     | Igors Kazanovs  | Sowjetunion | 13,89    |
| 2     | Györgyi Bakos   | Ungarn      | 13,96    |
| 3     | Roland Marloye  | Belgien     | 14,35    |
| 4     | Peter Eriksson  | Schweden    | 14,46    |
| 5     | Romuald Giegiel | Polen       | 14,55    |

### Vorlauf 4
Wind: −1,0 m/s
| Platz | Name                 | Nation         | Zeit (s) |
| ----- | -------------------- | -------------- | -------- |
| 1     | Stéphane Caristan    | Frankreich     | 13,46    |
| 2     | Arto Bryggare        | Finnland       | 13,58    |
| 3     | Jonathan Ridgeon     | Großbritannien | 13,87    |
| 4     | Daniele Fontecchio   | Italien        | 14,05    |
| 5     | Michael Radzey       | BR Deutschland | 14,34    |
| 6     | Serge Liegeois       | Belgien        | 14,34    |
| 7     | Erik Sidenius Jensen | Dänemark       | 14,60    |

## Halbfinale
29. August 1986, 18:00 Uhr
In den beiden Halbfinalläufen qualifizierten sich die jeweils ersten vier Athleten – hellblau unterlegt – für das Finale.

### Lauf 1
Wind: +0,9 m/s
| Platz | Name              | Nation         | Zeit (s)     |
| ----- | ----------------- | -------------- | ------------ |
| 1     | Stéphane Caristan | Frankreich     | 13,28 ERe/CR |
| 2     | Carlos Sala       | Spanien        | 13,57        |
| 3     | Liviu Giurgean    | Rumänien       | 13,61        |
| 4     | Jonathan Ridgeon  | Großbritannien | 13,66        |
| 5     | Mikael Ylöstalo   | Finnland       | 13,69        |
| 6     | Alexander Markin  | Sowjetunion    | 13,78        |
| 7     | Roland Marloye    | Belgien        | 14,02 NR     |
| 8     | Gianni Tozzi      | Italien        | 14,16        |

### Lauf 2
Wind: +0,7 m/s
| Platz | Name               | Nation         | Zeit (s) |
| ----- | ------------------ | -------------- | -------- |
| 1     | Andreas Oschkenat  | DDR            | 13,52    |
| 2     | Nigel Walker       | Großbritannien | 13,54    |
| 3     | Arto Bryggare      | Finnland       | 13,57    |
| 4     | Györgyi Bakos      | Ungarn         | 13,60    |
| 5     | Igors Kazanovs     | Sowjetunion    | 13,76    |
| 6     | Plamen Krastew     | Bulgarien      | 13,81    |
| 7     | Daniele Fontecchio | Italien        | 13,89    |
| 8     | Ulf Söderman       | Schweden       | 13,94    |

## Finale

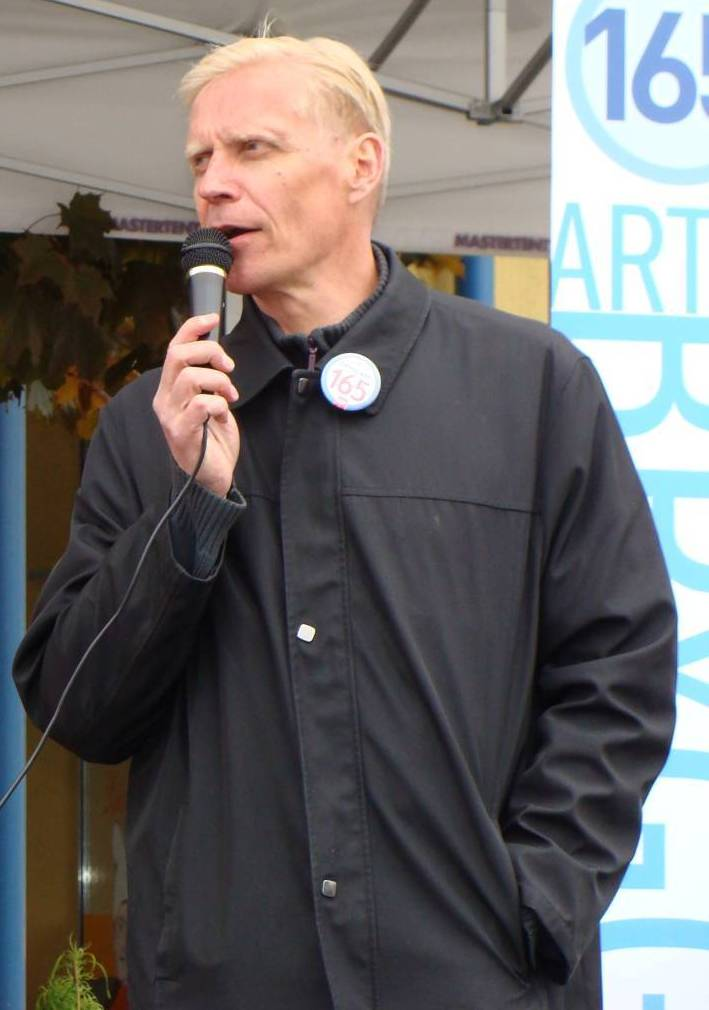
Nach EM-Bronze 1982 und Olympiabronze 1984 errang Arto Bryggare Silber (Foto: 2009)
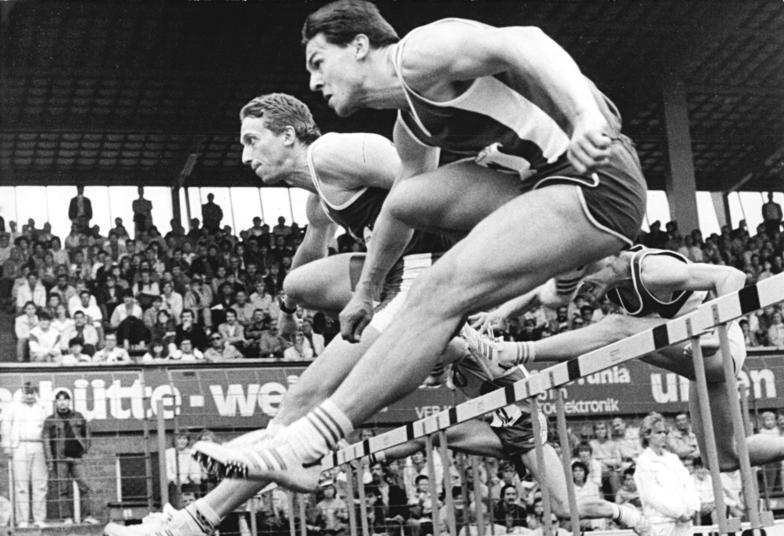
Andreas Oschkenat (hier etwas verdeckt) erreichte Platz fünf

30. August 1986, 19:05 Uhr
Wind: +2,0 m/s
| Platz | Name              | Nation         | Zeit (s)    |
| ----- | ----------------- | -------------- | ----------- |
| 1     | Stéphane Caristan | Frankreich     | 13,20 ER/CR |
| 2     | Arto Bryggare     | Finnland       | 13,42       |
| 3     | Carlos Sala       | Spanien        | 13,50       |
| 4     | Nigel Walker      | Großbritannien | 13,52       |
| 5     | Andreas Oschkenat | DDR            | 13,55       |
| 6     | Jonathan Ridgeon  | Großbritannien | 13,70       |
| 7     | Liviu Giurgean    | Rumänien       | 13,71       |
| 8     | Györgyi Bakos     | Ungarn         | 13,84       |

## Videolink
- 486 European Track and Field 1986 110m Hurdles, www.youtube.com, abgerufen am 12. Dezember 2022